# منتهك العهد
منتهك العهد هو مصطلح يستخدم في الديانة البهائية للإشارة إلى الشخص الذي طُرد من المجتمع البهائي بسبب انتهاكه لعهد بهاء الله، مما يعني الترويج بنشاط للانقسام في الدين أو معارضة شرعية سلسلة خلافة القيادة. إن الحرمان الكنسي بين البهائيين أمر نادر ولا يُستخدم في حالة انتهاك معايير المجتمع، أو الاختلاف الفكري، أو التحول إلى ديانات أخرى. بل هو العقوبة الأشد، المخصصة لقمع المعارضة المنظمة التي تهدد وحدة المؤمنين.
في الوقت الحاضر، يمتلك بيت العدل الأعظم السلطة الوحيدة لإعلان شخص ما على أنه منتهك للعهد، وبمجرد تحديده، يُتوقع من جميع البهائيين تجنبه، حتى لو كان من أفراد الأسرة. وفقًا لعبد البهاء، فإن نقض العهد مرض معدٍ. تحظر الكتابات البهائية الارتباط بمن ينقضون العهد، ويُحث البهائيون على تجنب أدبياتهم، مما يوفر استثناءً لمبدأ البهائية في التحقيق المستقل للحقيقة. معظم البهائيين لا يدركون الانقسامات البهائية الصغيرة الموجودة.
كتب الدكتور ميخائيل سيرجيف  عن ممارسة البهائية المتمثلة في الحرمان الكنسي،
في تعاملهم مع المعارضة المنظمة، ونقض العهود باعتباره أكثر أشكال المعارضة تطرفًا، يقف البهائيون، كما هو الحال في العديد من القضايا الخلافية الأخرى، في مكان ما بين الحداثة والأديان التقليدية. فهم ليسوا بنفس تسامح أتباع أيديولوجية التنوير التي تُرسّخ المعارضة. كما أنهم لا يسحقونها بقسوة القادة الدينيين المتحمسين في الماضي.
كانت أكبر ثلاث محاولات للقيادة البديلة - التي يعتبر أتباعها منتهكي العهد - من قبل صبحي أزال، وميرزا محمد علي، وتشارلز ماسون ريمي. وقد أُعلن آخرون كمخالفين للعهد بسبب معارضتهم النشطة أو عصيانهم لرئيس الدين، أو مهاجمة الإدارة البهائية بخبث بعد تركها.

## تعريف
لا يشير خرق العهد إلى الهجمات من قبل غير البهائيين أو البهائيين السابقين. بل إنه يشير إلى الحملات الداخلية للمعارضة حيث يُنظر إلى منتهكي العهد على أنهم يتحدون وحدة الإيمان البهائي، أو يتسببون في الانقسام الداخلي، أو من خلال المطالبة أو دعم خلافة بديلة للسلطة أو الهيكل الإداري. الهدف الأساسي من العهد هو منع الانقسام والخلاف.
وفي رسالة إلى أحد الأفراد بتاريخ 23 مارس 1975، كتب بيت العدل الأعظم:
عندما يُعلن شخصٌ ما قبوله لحضرة بهاء الله مظهرًا من مظاهر الله، فإنه يُصبح طرفًا في العهد ويقبل بكامل ظهوره. إذا انقلب بعد ذلك وهاجم حضرة بهاء الله أو المؤسسة المركزية للدين، فإنه ينتهك العهد. في هذه الحالة، تُبذل كل الجهود لمساعدة هذا الشخص على إدراك عدم منطقية أفعاله وخطئها، ولكن إذا أصرّ، فيجب، وفقًا لتعليمات حضرة بهاء الله نفسه، أن يُنبذ باعتباره ناقضًا للعهد.

استخدم عبد البهاء مصطلح "منتهك العهد " لأول مرة أثناء خدمته لوصف أنصار أخيه غير الشقيق ميرزا محمد علي، الذين تحدوا قيادته، على الرغم من أن مفهوم الطرد من جماعة المؤمنين وتجنب الاتصال بهم متجذر في التعليم المباشر وممارسات بهاء الله. وفي وصية عبد البهاء، عيّن شوقي أفندي ولياً أول للأمر، وعرّفه كمؤسسة، ودعا أيضاً إلى انتخاب بيت العدل الأعظم. وقد عرّف عبد البهاء بنفس الطريقة المعارضة لهاتين المؤسستين بأنها نقض للعهد، ونصح جميع البهائيين بتجنب أي شخص يعارض العهد: "... إن أحد أعظم المبادئ الأساسية لأمر الله هو تجنب وتجنب منتهكين العهد تمامًا، لأنهم سوف يدمرون أمر الله تمامًا، ويبيدون شريعته، ولا يأخذون بعين الاعتبار كل الجهود المبذولة في الماضي".

## التصنيف

### الفئات المشمولة من الناس
ينخرط معظم منتهكي العهد في مجموعات انشقاقية، ولكن ليس دائمًا. على سبيل المثال، فإن البهائي الذي يرفض اتباع الإرشادات بشأن معاملة من ينقضون العهد معرض لخطر أن يسمى بأحد البهائيين. وقد وصفت إحدى المقالات التي كتبت في الأصل للموسوعة البهائية، منتهكي العهد الذين ظهروا في سياق التاريخ البهائي بأنهم ينتمون إلى إحدى الفئات الأربع التالية:
1. تحدي القيادة: هؤلاء هم الأشخاص الذين ينازعون سلطة وشرعية رأس الدين ويقدمون ادعاءات إما لأنفسهم أو للآخرين. ومن أبرز الأمثلة على ذلك ميرزا محمد علي وتشارلز ماسون ريمي.
2. المعارضون: هم أولئك الذين يعارضون بشكل نشط سياسات وأفعال رأس الدين، ولكن دون تقديم مطالبة بديلة للقيادة. تألفت هذه المجموعة في الغالب من معارضي الإدارة البهائية مثل روث وايت، وجوليا لينش أولين، وميرزا أحمد سهراب.
3. العصيان: هو الذي يخالف تعليمات معينة مباشرة من رأس الدين. في أغلب الأحيان تكون التعليمات المذكورة هي التوقف عن الارتباط بشخص ينقض العهد. ومن أمثلة هذا النوع أغلب أحفاد عبد البهاء في عهد شوقي أفندي.
4. المرتدون الذين يهاجمون الدين البهائي بخبث. تشمل الأمثلة أفاريه وصبحي ونيكو.

### الفئات المستبعدة من الناس
كتب شوقي أفندي إلى الجمعية الروحية الوطنية في كندا في عام 1957:
من انسحب من الأمر لأنه لم يعد بإمكانه دعم تعاليمه ومؤسساته بإخلاص، لا يُعتبر ناقضًا للعهد، بل هو غير بهائي، ويجب معاملته على هذا الأساس. فقط من يتحالف بنشاط مع أعداء الدين المعروفين الذين يناقضون العهد، ويهاجمونه بنفس روح هؤلاء، يُعتبر ناقضًا للعهد.

وإلى جانب ذلك، هناك العديد من العلاقات الأخرى مع الدين البهائي، سواء كانت إيجابية أو سلبية. لا ينطبق نقض العهد على معظمهم. وفيما يلي قائمة جزئية بأسماء أولئك الذين لا يمكن أن نطلق عليهم بحق اسم "منتهكوا العهد":
- أعضاء الديانات الأخرى أو لا دين لهم - مع أو بدون أي علاقة خاصة بالدين البهائي.
- البهائيون الذين يتركون الدين ببساطة. (انظر أعلاه)
- البهائيون الذين، في تقدير رأس الدين، لم يفهموا بشكل كافٍ طبيعة العهد منذ البداية. هؤلاء في بعض الأحيان يُشطبوا ويعتبرون أنهم لم يكونوا بهائيين في الواقع أبدًا، نظرًا لانحرافهم الأساسي عن هذه العقيدة البهائية الأساسية.

### بابيس
يُنظر إلى البابيين عمومًا على أنهم دين مختلف تمامًا ولا يُنظر إليهم بالضرورة على أنهم ينتهكون العهد، لأن نقض العهد بالمعنى الدقيق للكلمة يفترض أن الشخص قد خضع لعهد ثم نقضه. وبما أن البابيين لم يعترفوا قط بحضرة بهاء الله أو يقسموا الولاء له، فإنهم ليسوا منتهكي عهد حضرة بهاء الله.
أبلغ شوقي أفندي البهائيين أنه يجب عليهم تجنب الاتصال بأتباع وأحفاد صبحي أزل، الأخ غير الشقيق لبهاء الله، بناءً على محاولات أزل لتسميمه، ومعارضة أتباعه النشطة للبهائيين، وكتب أنه "لن يتواصل أي بهائي ذكي ومخلص مع أحد أحفاد أزل، إذا كان لديه أدنى قدر من النقد لديننا، في أي جانب، من ذلك الشخص. في الواقع، يجب تجنب هؤلاء الأشخاص بشدة لأنهم مصابون بمرض روحي موروث - مرض نقض العهد!".

## عائلة شوقي أفندي المباشرة
بفضل تأثير بهية خانم، الابنة الكبرى لحضرة بهاءالله، اجتمع كل أفراد الأسرة في البداية حول حضرة شوقي أفندي بعد وفاة عبد البهاء. لمدة عدة سنوات خدمه شقيقه حسين وعدد من أبناء عمومته كأمناء له. وكان الوحيدون الذين عارضوه علناً هم ميرزا محمد علي وأتباعه، الذين أعلنهم عبد البهاء منتهكين للعهد. وعلى النقيض من تعليمات عبد البهاء المحددة، أقام بعض أفراد الأسرة روابط غير مشروعة مع أولئك الذين أعلنهم عبد البهاء منتهكين للعهد. بعد وفاة بهية خانوم عام 1932، تزوجت الأخت الكبرى لحضرة شوقي أفندي - روهانكيز - من ناير أفندي أفنان، وهو ابن السيد علي أفنان، ربيب حضرة بهاءالله عبر فوروغية. وقد وقف أبناء الفروجية إلى جانب محمد علي وعارضوا عبد البهاء، ولم يبق من بين أحفاد بهاء الله إلا أبناء عبد البهاء نفسه كمؤمنين. يصف موجان مومن هذه الأحداث على النحو التالي:
ساد الهدوء حتى أواخر ثلاثينيات القرن العشرين، حين برزت قضية بيت بهاء الله (انظر المرجع) في العراق. طلب شوقي أفندي من حسين أفنان (ت. ١٩٥٢)، نجل السيد علي، الاستقالة من منصبه الرفيع الذي كان يشغله في الحكومة العراقية حتى لا يُصبح في موقف يُؤيد إجراءات الحكومة في هذه القضية. رفض حسين، فطُرد؛ وطُرد أيضًا إخوته فيضي وحسن ونيير (نيير علي، ت. ١٩٥٢)، واحدًا تلو الآخر.
ثم توالت الأحداث بسرعة. وقد حدثت سلسلة من الزيجات، التي خطط لها نايير، وفقًا لشوقي أفندي (MB)، لربط أحفاد عبد البهاء بأبناء السيد علي أفنان المطرودين.

وقد أدت هذه الزيجات إلى إعلان روحانكيز ومهرانغيز وثريا من قبل شوقي أفندي أنهن منتهكات للعهد، على الرغم من وجود بعض التأخير والإخفاء في البداية من أجل تجنب الإهانة العامة للعائلة. في 2 نوفمبر 1941 أرسل شوقي أفندي برقيتين يعلن فيهما طرد توبا وأولادها روحي وسهيل وفؤاد لموافقتهم على زواج ثريا من فيضي. وذُكر أيضًا أن زيارة روحي إلى أمريكا وزيارة فؤاد إلى إنجلترا كانتا دون موافقة. في ديسمبر 1941 أعلن طرد أخته مهرانغيز.

### الطرد
في عام 1944 أعلن شوقي أفندي طرد منيب شهيد، حفيد عبد البهاء من خلال روحا، بسبب زواجه من عائلة أحد أعداء البهائيين. وفي إبريل 1945، أعلن طرد شقيقه حسين علي، بسبب انضمامه إلى بقية المنشقين عن العهد. في عام 1950 أرسل شوقي أفندي برقية أخرى يطرد فيها عائلة روحا، وهي ابنة أخرى لعبد البهاء لإظهارها "تحديًا صريحًا"، وفي ديسمبر 1951 أعلن عن "تحالف رابع" لأعضاء عائلة سيد علي المتزوجين من عائلة روحا، وأن شقيقه رياض كان من بين منتهكي العهد.
في عام 1953، أرسل برقية عن مراسلات روحي أفنان مع ميرزا أحمد سهراب، وبيع ممتلكات بهاءالله، و"تشويه التعاليم علنًا والتسبب عمدًا في ارتباك في أذهان السلطات والسكان المحليين".

## المجموعات الناتجة
إن معظم المجموعات التي تعتبرها المجموعة الأكبر من البهائيين منتهكة للعهد نشأت في مطالبات تشارلز ماسون ريمي بالوصاية في عام 1960. تنص وصية عبد البهاء على أن الأوصياء يجب أن يكونوا من نسل بهاء الله المباشر، وأن كل ولي أمر يجب أن يختار خليفته أثناء حياته، وأن أيادي الله التسعة المتمركزة بشكل دائم في الأرض المقدسة يجب أن توافق على التعيين بأغلبية الأصوات. يفسر البهائيون النسب المباشر على أنه يعني العلاقة الأسرية الجسدية مع بهاء الله، وهو ما لم يكن ماسون ريمي جزءًا منه.
لقد قبل جميع البهائيين تقريبًا قرار أيادي الأمر بأنه عند وفاة شوقي أفندي، مات "دون أن يعين خليفته". لم يكن هناك أي سليل صالح لبهاء الله يمكن أن يتأهل بموجب شروط وصية عبد البهاء. وفي وقت لاحق، أصدر بيت العدل الأعظم، الذي انتخب لأول مرة في عام 1963، حكماً في هذا الموضوع مفاده أنه من غير الممكن تعيين وصي آخر.
في عام 1960، تراجع ريمي، أحد أنصار القضية، عن موقفه السابق، وادعى أنه أُكره على اتخاذ هذا القرار. وادعى أنه خليفة شوقي أفندي. لقد طُرد وعدد قليل من الأشخاص الذين تبعوه من المجتمع البهائي السائد على يد أيادي الأمر. وزعم المقربون من ريمي أنه أصيب بالخرف في سن الشيخوخة، وبحلول وقت وفاته كان قد تُخلي عنه إلى حد كبير، حيث كان أتباعه الأكثر شهرة يتقاتلون فيما بينهم على القيادة.
تعتقد أكبر مجموعة من أتباع ريمي المتبقين، أعضاء " الدين البهائي الأرثوذكسي"، أن السلطة الشرعية انتقلت من شوقي أفندي إلى ماسون ريمي إلى جويل مارانجيلا. ولذلك فإنهم يعتبرون بيت العدل الأعظم في حيفا بإسرائيل غير شرعي، ويعتبرون أعضاءه وأتباعه منتهكين للعهد.
في عام 2009، انضم جيفري جولدبرج وجانيس فرانكو، وكلاهما من المجتمع البهائي السائد، إلى الديانة البهائية الأرثوذكسية. أُعلن عن كليهما كمخالفين للعهد، وتقرر تجنبهما. أُمرت زوجة جولدبيرج بتطليق زوجها.
لم يُعلن الأحفاد الحاليين لأعضاء عائلة بهاء الله المطرودين على وجه التحديد على أنهم منتهكو العهد، على الرغم من أن معظمهم لا يربطون أنفسهم بالدين البهائي.
تعتقد مجموعة صغيرة من البهائيين في شمال نيو مكسيكو أن هؤلاء الأحفاد مؤهلون للتعيين في الوصاية وينتظرون ظهور مثل هذا السليل المباشر لبهاء الله كوصي شرعي.
عُين عناية الله (ذبيح) يزداني كمنتهك للعهد في يونيو 2005، بعد سنوات عديدة من الإصرار على آرائه بأن ماسون ريمي هو الخليفة الشرعي لشوقي أفندي وقبول دونالد هارفي كالوصي الثالث. وهو الآن الوصي الخامس لمجموعة صغيرة من البهائيين ويقيم في أستراليا.
هناك أيضًا مجموعة صغيرة في مونتانا، مستوحاة في الأصل من ليلاند جينسن، الذي ادعى مكانة أعلى من مكانة الجارديان. لقد كانت تنبؤاته الفاشلة وجهوده غير الناجحة لإعادة تأسيس الوصاية والإدارة واضحة عند وفاته في عام 1996. أدى الخلاف بين أتباع جينسن حول هوية الجارديان إلى انقسام آخر في عام 2001.

### المعارضة الأمريكية
خوان كول، أستاذ أمريكي في تاريخ الشرق الأوسط والذي كان بهائيًا لمدة 25 عامًا، ترك الدين في عام 1996 بعد أن اتصل به مستشار قاري بشأن تورطه في قائمة بريد إلكتروني سرية كانت تنظم المعارضة لبعض المؤسسات والسياسات البهائية. لم يُصنف كول مطلقًا على أنه منتهك العهد، لأنه ادعى أنه كان وحدويًا عالميًا عند مغادرته. ثم واصل نشر ثلاث أوراق بحثية في مجلات في عام 1998، 2000، و2002. وقد انتقدت هذه المقالات بشدة الإدارة البهائية في الولايات المتحدة واقترحت اتجاهات تشبه الطائفة، وخاصة فيما يتعلق بمتطلبات المراجعة قبل النشر وممارسة تجنب من يخالفون العهد. على سبيل المثال، كتب كول عام ١٩٩٨: "البهائيون، مثل أعضاء برج المراقبة والطوائف الأخرى، يتجنبون المطرودين من الكنيسة". وفي عام ٢٠٠٠، كتب: "السلطات البهائية... تُبقي المؤمنين على هدوئهم من خلال مناشدة رفاهة المجتمع ووحدته، وإذا فشلت هذه المناشدات، تُلجأ إلى تهديدات ضمنية أو صريحة بالطرد وحتى الاستبعاد... الاستبعاد هو آلية التحكم المركزية في النظام البهائي". وفي عام ٢٠٠٢، كتب: "ربما رأى المسؤولون الانتهازيون ذوو التوجه الطائفي في هذا... وقتًا يمكنهم فيه التصرف بشكل تعسفي وقاسٍ ضد المثقفين والليبراليين، باستخدام الطرد الفوري والتهديد بالاستبعاد".
قام موجان مومن، وهو مؤلف بهائي، بمراجعة 66 قصة خروج للبهائيين السابقين، وحدد الفترة من عام 1996 (رحيل كول) إلى عام 2002 كفترة من المرتدين "المتحدثين والمتعلمين جيدًا" الذين استخدموا الإنترنت المتاح حديثًا للتواصل مع بعضهم البعض وتشكيل مجتمع "بأساطيره وعقيدته وقصص الخلاص الخاصة به والتي يمكن أن تصبح ما يمكن أن نطلق عليه ربما مناهضة للدين". وفقًا لمؤمن، فإن الرواية السائدة بين هؤلاء المرتدين عن "دينٍ شديد العدوانية يحكمه طغاة صغار" هي عكس ما يراه معظم الأعضاء، الذين يرون "السلام تعليمًا مركزيًا"، و"اتخاذ قرارات استشارية"، و"آليات للحماية من مهاجمة الأفراد للمؤسسات المركزية للدين البهائي أو إثارة الانقسامات". وفيما يتعلق بممارسة النبذ، يكتب مؤمن أنها "نادرًا ما تُستخدم، ولا تُطبّق إلا بعد فشل المفاوضات المطولة في حل الوضع. وعلى حد علم الكاتب الحالي، فقد استُخدمت ضد عدد قليل من الأفراد فقط خلال أكثر من عقدين، وضد أول المرتدين المذكورين أدناه [فرانشيسكو فيتشيا] فقط منذ أكثر من خمسة وعشرين عامًا - مع أنها تُذكر بانتظام في مؤلفات المرتدين كما لو كانت حدثًا متكررًا".

## الاستشهادات
1. ↑  Hartz 2009، صفحة 138.
2. 1 2 3 4  Smith 2000.
3. ↑  Winters 2010.
4. 1 2 3 4 5 6  Momen 2007.
5. 1 2  Sergeev 2015، صفحات 94-95.
6. ↑  McMullen 2015، صفحة 21.
7. ↑  Hejazi Martinez، Hutan (2010). Baha'ism: History, transfiguration, doxa (Thesis thesis). hdl:1911/61990. مؤرشف من الأصل في 2023-06-23.
8. ↑  Johnson 2020، صفحة xxxi-xxxv.
9. ↑  "Mikhail Yu. Sergeev, PhD". Wilmetteinstitute.org/ (بالإنجليزية). Retrieved 2020-12-25.
10. 1 2  Momen 1995.
11. ↑  Adamson 2009.
12. ↑  Johnson 2020، صفحة 35.
13. ↑  National Spiritual Assembly of the Bahá'ís of the United States (2000). "Guidance for Bahá'í Groups". Baha'i Library Online. اطلع عليه بتاريخ 2025-03-22.
14. ↑  شوقي أفندي، رسائل إلى كندا، ص 64
15. ↑  Taherzadeh 2000، صفحة 145.
16. ↑  Taherzadeh 1972.
17. ↑  Effendi، Shoghi (ديسمبر 1981). The unfolding destiny of the British Baha'i community: Messages from the Guardian of the Baha'i Faith to the Baha'is of the British Isles. UK Baháʼí Publishing Trust. ص. 149. ISBN:978-0900125430. مؤرشف من الأصل في 2024-12-25.
18. ↑  "Messages from the Guardian". Baháʼí News. ع. 172. ديسمبر 1944. مؤرشف من الأصل في 2025-03-02. اطلع عليه بتاريخ 2016-05-08.
19. ↑  "Messages from the Guardian". Baháʼí News. ع. 174. أبريل 1945. مؤرشف من الأصل في 2024-09-04. اطلع عليه بتاريخ 2016-05-08.
20. ↑  Effendi، Shoghi (22 فبراير 2015). Citadel of Faith. CreateSpace Independent Publishing Platform. ص. 87. ISBN:978-1508530596. مؤرشف من الأصل في 2024-12-25.
21. ↑  Effendi، Shoghi (1999). Messages to the Baháʼí World: 1950–1957. Baha'i Publishing Trust. ص. 16. ISBN:978-0877432500. مؤرشف من الأصل في 2025-01-15.
22. ↑  "Baha'i court case; Robert Stockman, Janice Franco, Jeffrey Goldberg". The Honolulu Advertiser. 30 مايو 2009. ص. 9. مؤرشف من الأصل في 2022-06-22. اطلع عليه بتاريخ 2020-11-27.
23. ↑  Naghdy, Fazel. (2012). A tutorial on the Dispensation of Bahá'u'lláh : exploring the fundamental verities of the Bahá'í faith. [San Bernardino, CA]: F. Naghdy. ISBN:978-1-4681-4531-1. OCLC:898418021.
24. 1 2  Cole 1998.
25. 1 2  Cole 2000.
26. 1 2  Cole 2002.

## روابط خارجية
- تجميع: عدم الارتباط بمنتهكي العهد - من مجلس المستشارين القاري إلى وكالات الأمن القومي في ألاسكا وكندا والولايات المتحدة، 7 ديسمبر/كانون الأول 1999.